# Японсько-цінська угода про дружбу
Тяньцзі́нський до́говір або Япо́нсько-ці́нська уго́да про дру́жбу (яп. 日清修好条規, にっしんしゅうこうじょうき) — угода між Японською імперію та Китаєм, укладена 29 липня 1871 в місті Тяньцзінь, Імперія Цін. Підписана з японської сторони Дате Муненарі, а з цінської — Лі Хунчжаном. Перший рівноправний договір між Японською імперією та Китаєм. Розробкою положень документу з 1870 року займався японський дипломат Янаґівара Сакіміцу. 
Початковий проект угоди був складений за зразком кабального для Китаю німецько-цінського договору, підписаного в Тянцзіні 1871 року. Проте китайська сторона відкинула вимоги щодо режиму найвищого сприяння Японії та вільної торгівлі, і додала пункти про надання взаємодопомоги у випадку агресії третьої сторони. В результаті, японський і цінський уряди визнавали право екстериторіальності громадян держави-підписанта та погоджувалися на спільне визначення розміру мит на імпорт товарів з обох країн. Ратифікація договору була затримана до 1873 року, зважаючи на реакцію провідних держав Заходу, які вбачали в угоді крок до створення анти-західної коаліції Японської імперії та Китаю. 
Після цього японська сторона без успіху намагалася нав'язати династії Цін нерівноправний договір, на зразок Ансейських угод. Переговори з китайцями були остаточно перервані спалахом японсько-цінської війни 1894 року.